# Сталевары (пьеса)
«Сталевары» — пьеса Геннадия Бокарева. Закончена в декабре 1972 года. Инициатором написания пьесы стал Олег Ефремов.
Пьеса в двух действиях о жизни уральских рабочих. Была поставлена во многих театрах СССР.

## История
Премьера: 14 октября 1972 года, МХАТ имени М. Горького.

Постановка и режиссура — Олег Ефремов.

Художник — Иосиф Сумбаташвили.

Композитор — Эдуард Колмановский.

Текст песен («Песня о гудке», «Листья прошлогодние») — Михаила Матусовского.
Первоначальное авторское название пьесы — «Спроси самого себя».
В 1974 году пьеса была экранизирована на «Мосфильме» («Самый жаркий месяц»).

## Действующие лица
Виктор Лагутин 

Пётр Хромов

Андрей Сергеевич — начальник мартеновского цеха

Вагин Евгений Петрович — его заместитель

Варламов — начальник смены

Сартаков — сталевар

Подручные сталевара:

Алексей Шорин

Юрий Лузин

Фёдор

Ван Ваныч

Саня

Женя

Мастер

Зоя Самохина

Люба — крановщица

Тоня — секретарша

Сундуков

Клава

Никотин

Корреспондент телевидения

Парень в очках

Девушка

Аня

Официантка

Бульдозерист

Первый парень

Второй парень

Рабочие 

Водители электрокаров

Пьеса читалась и обсуждалась на заводе «Серп и молот», актёры встречались со сталеварами в цехах и на репетициях, а потом принимали их на премьере

## Сюжет
Молодой рабочий Виктор Лагутин приходит на крупный металлургический завод. На производстве, зачисленный в бригаду Сартакова, он сталкивается с порядками, которые он считает недопустимыми, и начинает борьбу: отказывается сдавать некачественную сталь — тем самым срывает план завода по выпуску готовой продукции. Этим настраивает против себя не только начальство, но и коллег-рабочих.
За проходной завода Лагутин также действует решительно: садится за рычаги бульдозера и сносит пивную палатку у завода — рассадник, по мнению Лагутина, пьянства и т. п.
Непросто складывается и личная жизнь главного героя: выяснения отношений с когда то близкой ему женщиной Зоей, намёки на любовный треугольник…

## Награды
Государственная премия СССР (1974, постановка МХАТ)